# Félines-sur-Rimandoule
 Félines-sur-Rimandoule  es una población y comuna francesa, en la región de Ródano-Alpes, departamento de Drôme, en el distrito de Die y cantón de Bourdeaux.

## Demografía
| 66 | 69 | 78 | 86 | 85 | 71 |
| Para los censos de 1962 a 1999 la población legal corresponde a la población sin duplicidades (Fuente: INSEE [Consultar]) |    |    |    |    |    |